# Alfredo Astiz
Alfredo Ignacio Astiz, né à Mar del Plata le 8 novembre 1951, surnommé « L’Ange blond » et  « L’Ange de la mort », est lieutenant de frégate spécialiste de la torture, dirigeant le commando spécial de l’École supérieure mécanique de la marine argentine (ESMA), l'un des centres clandestins de détention de la dictature militaire argentine (1976-1983).
Il est sous les ordres du capitaine Jorge Eduardo Acosta (« Le Tigre »), et est notamment accusé de la disparition forcée de deux religieuses françaises, Alice Domon et Léonie Duquet, ainsi que de celle de l’adolescente argentino-suédoise, Dagmar Hagelin.
En 2011, il est condamné à la réclusion à perpétuité pour crime contre l'humanité.

## Biographie

### Agent de la dictature et amnistie
Né à Mar del Plata d'un père officier de marine, il est chargé sous la dictature du GT 332 (Grupo de Tareas ou « Groupe de travail », les commandos chargés d'enlever les cibles de la junte) et, en tant que tel, il a notamment infiltré les Mères de la place de Mai, sous le nom de Gustavo Niño et se liant particulièrement avec une de ses futures victimes, Alice Domon :

« Il signalait les futures victimes en leur donnant un baiser sur la joue, d'où son surnom, « Judas ». »

Astiz a ainsi été directement impliqué dans la disparition forcée des membres fondatrices de cette association en décembre 1977, ainsi que de celle, lors de la même opération, des religieuses françaises Alice Domon et Léonie Duquet, liée à ces dernières ; il est aussi accusé de la disparition forcée de l’Argentino-Suédoise Dagmar Hagelin (17 ans), en janvier 1977. La torture se pratique dans les bâtiments de l'École mécanique de la marine (ESMA), le plus grand centre clandestin de torture à Buenos Aires, où les tortionnaires vivent avec leurs victimes, les torturant au sous-sol et au grenier, dormant paisiblement aux étages. « Près de 5 000 prisonniers politiques y ont été torturés et tués ».
La disparition forcée d'étrangers suscite alors l'ire de la communauté internationale et permet de focaliser l'attention de l'opinion publique mondiale sur les violations des droits de l'homme commis par la junte de Videla.
Alfredo Astiz est ensuite envoyé en mission d’infiltration en France des milieux d’opposants. Il figure ainsi sur une photographie, datée d’octobre 1978 et prise à l’occasion d’un contre-congrès sur le cancer organisé par le chercheur Georges Périès, exilé argentin, en protestation contre un congrès organisé par la junte. Il n'a été identifié sur cette photographie qu'en 2009.
Il participe ensuite à la guerre des Malouines (avril-juin 1982), et en tant que commandant de la petite garnison de Leith Harbour en Géorgie du Sud se rend, le 26 avril 1982, sans gloire, aux forces britanniques lors l'opération Paraquet,. Fait prisonnier de guerre par le Royaume-Uni, la Suède et la France demandent alors son extradition, refusée par la Première ministre Margaret Thatcher, qui invoque la Convention de Genève, et restitue le militaire à son pays à la fin de la guerre.
Astiz est ensuite amnistié par les lois de 1986 et 1987 (ley de Punto final et ley de Obediencia Debida). Dans les années 1990, Astiz vit tranquillement dans sa ville natale, Mar del Plata, « traditionnelle cité balnéaire, photographié en maillot de bain ou à la terrasse de cafés, accompagné de jolies filles ».
En janvier 1998, il est condamné à deux mois de prison dans une caserne pour « apologie du crime », après avoir revendiqué la répression illégale et déclaré, à un magazine argentin, qu'il avait été « techniquement préparé pour tuer un homme politique ou un journaliste ».
Forcé pour cela à démissionner de l’armée argentine, en 1998, Alfredo Astiz est condamné par contumace en France, en 1990, sur le fondement de la « compétence personnelle passive », à la réclusion à perpétuité pour le meurtre des deux religieuses françaises (Domon et Duquet). Les deux femmes sont passées entre ses mains une dizaine de jours en décembre 1977, avant d'être « transférées », c’est-à-dire jetées à la mer pendant un faux transfert en hélicoptère.
Toutefois, la France n’ayant aucun accord d’extradition avec l’Argentine, il reste libre, vivant dans des quartiers chics en Uruguay et à Buenos Aires.

### Arrestation et procès

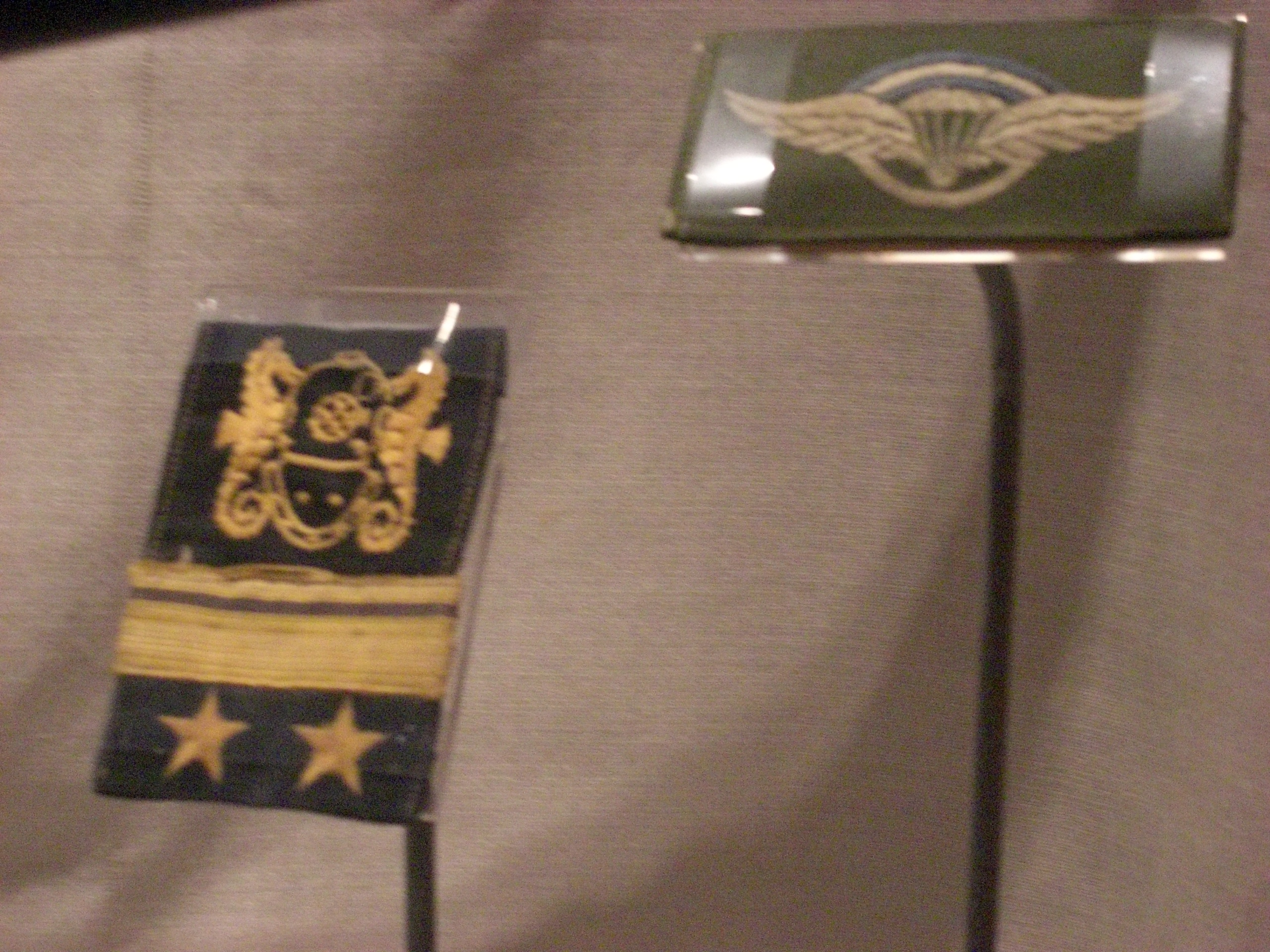
Galons d’Alfredo Astiz à l’Imperial War Museum de Londres.

Arrêté en 2003 après l'abrogation par le président Néstor Kirchner, validée par la Cour suprême, des lois d'amnistie, l'« Ange blond de la mort » est resté aux arrêts dans une base de la marine argentine. Il est opéré d'une tumeur au foie en 2004.
Mais en décembre 2008, la Chambre criminelle de la Cour de cassation ordonne de le libérer, avec le général Díaz Bessone, Jorge Acosta, en tout 21 militaires, affirmant que leur temps de détention préventive avait atteint son maximum, fixé à trois ans. La présidente Cristina Fernández de Kirchner se déclare alors scandalisée par la décision du tribunal, rejoignant le sentiment des organisations de défense des droits de l'homme. Finalement, le secrétaire aux droits de l'homme Eduardo Luis Duhalde sollicite le Conseil de la magistrature pour qu'il initie une procédure de destitution des magistrats ayant voté cet arrêt (en particulier de Guillermo Yacobucci et de Luis García), tandis que le procureur Raúl Pleé fait un appel suspensif de la décision. La décision judiciaire ne couvre de toute façon pas l'ensemble des affaires concernant les militaires, qui demeurent donc en détention.
Une nouvelle fois repoussé en novembre 2009, le procès d’Alfredo Astiz devant la justice argentine pour l’enlèvement et le meurtre de deux religieuses françaises s'ouvre finalement le 11 décembre 2009. D'autres inculpations le visent, notamment en Espagne et en Italie, où il a été récemment condamné, également par contumace, à la perpétuité.
Il est également inculpé dans le procès de l'ESMA entamé fin 2009, qu'il inaugure en agitant de façon provocatrice le livre de l'ex-chef de la SIDE (Secrétariat des renseignements de l'État) du gouvernement Menem, Juan Bautista Tata Yofre, intitulé Volver a matar (« Tuer encore une fois »). La justice argentine a refusé son extradition au motif qu'il était déjà en cours de jugement en Argentine.

### Condamnation
Alfredo Astiz et 11 autres inculpés sont condamnés le 26 octobre 2011 à la réclusion à perpétuité en Argentine après 22 mois de procès.

### Fiction
Le capitaine Alfredo Astiz apparait sous le nom de « capitaine Rafael Vidal », dans le roman Les Jardins d'Hiver, du romancier français Michel Moatti, situé pendant les jours les plus sombres de la dictature argentine de la fin des années soixante-dix.